# Actio vi bonorum raptorum
Die actio vi bonorum raptorum (lat. rapina=Raub) war eine antike römische Pönalklage. Sie regelte das Schuld- und Haftungsverhältnis zwischen Täter und Opfer aus Raub.
Die actio vi bonorum raptorum entstand auf Basis einer altzivilen Deliktsklage, der actio furti, mit der der Diebstahl (furtum) sanktioniert wurde. Die klassischen Juristen betrachteten den Raub bereits als qualifizierten Fall des Diebstahls: „Wegnahme einer fremden beweglichen Sache“; hinzu trat der Umstand, dass die Wegnahmehandlung „gewaltsam“ vonstattenging. Mit prätorischem Edikt wurde ab Ende der Republik geregelt, dass binnen Jahresfrist der vierfache, danach der einfache Wert des Raubgutes zu erstatten war.
Die Unterscheidung zwischen Diebstahl und Raub hat Einlass in die modernen Rechtsordnungen gefunden, so etwa in § 242 ff. dStGB oder § 127 öStGB (Diebstahl) und § 249 dStGB oder § 142 öStGB (Raub).